# Achsa

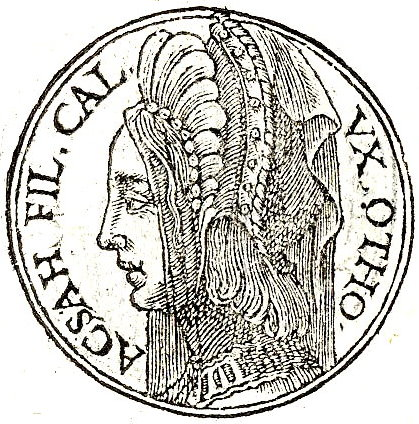
Achsa

Achsa (hebräisch עַכְסָה) ist eine Frau aus der Bibel und eine Tochter des Kaleb. Sie war die Ehefrau Otniëls. „Ihr Name bedeutet »Fußspange, Fußring«.“ (Wer ist wer in der Bibel?)

## Die Bedeutung der Achsa
Kaleb versprach sie im Zusammenhang der Landnahme der Israeliten (Jos 15,16–19 = Ri 1,12–15) als Brautpreis für die Eroberung eines Gebiets. Daraufhin eroberte Otniël das Gebiet und wurde ihr Ehemann (Jos 15,16–17 ). Achsa forderte von ihrem Vater zusätzlich Wasserstellen als Segensgaben (Ri 1,12–15 ).